# Belleu
Belleu – miejscowość i gmina we Francji, w regionie Hauts-de-France, w departamencie Aisne.
Według danych na styczeń 2014 roku gminę zamieszkiwało 3945 osób, a gęstość zaludnienia wynosiła 870,9 osób/km².